# 戸田瑞姫
戸田 瑞姫（とだ みずき、2003年1月12日 - ）は、茨城県出身の女子競輪選手。日本競輪選手会茨城支部所属、ホームバンクは取手競輪場。日本競輪選手養成所第122期生。師匠は河野通孝（88期）。

## 経歴
4歳から小学校6年まで新極真空手、中学・高校はソフトボールに打ち込んだ。高校はソフトボールの強豪、水戸商業高校。競輪好きの父親に連れられてレースを観戦し、そのとき高木真備を見て憧れ競輪選手の道に進んだという。
2021年1月14日、日本競輪選手養成所第122回適性試験に合格。在所競走成績は17位（0勝）。
2022年4月30日、松戸競輪場でデビューし3着。初勝利は同年8月17日の取手競輪場で挙げた。